# Pegomya alpigena
Pegomya alpigena este o specie de muște din genul Pegomya, familia Anthomyiidae. A fost descrisă pentru prima dată de Pokorny în anul 1893.
Este endemică în Austria. Conform Catalogue of Life specia Pegomya alpigena nu are subspecii cunoscute.